# Johnny Cueto
Johnny Cueto Ortiz (San Pedro de Macorís, 15 febbraio 1986) è un giocatore di baseball dominicano, lanciatore partente per i San Francisco Giants della Major League Baseball.

## Carriera

### Minor League (MiLB)
Cueto iniziò la sua carriera nel professionismo in MiLB con i Cincinnati Reds nel 2005.

### Major League (MLB)

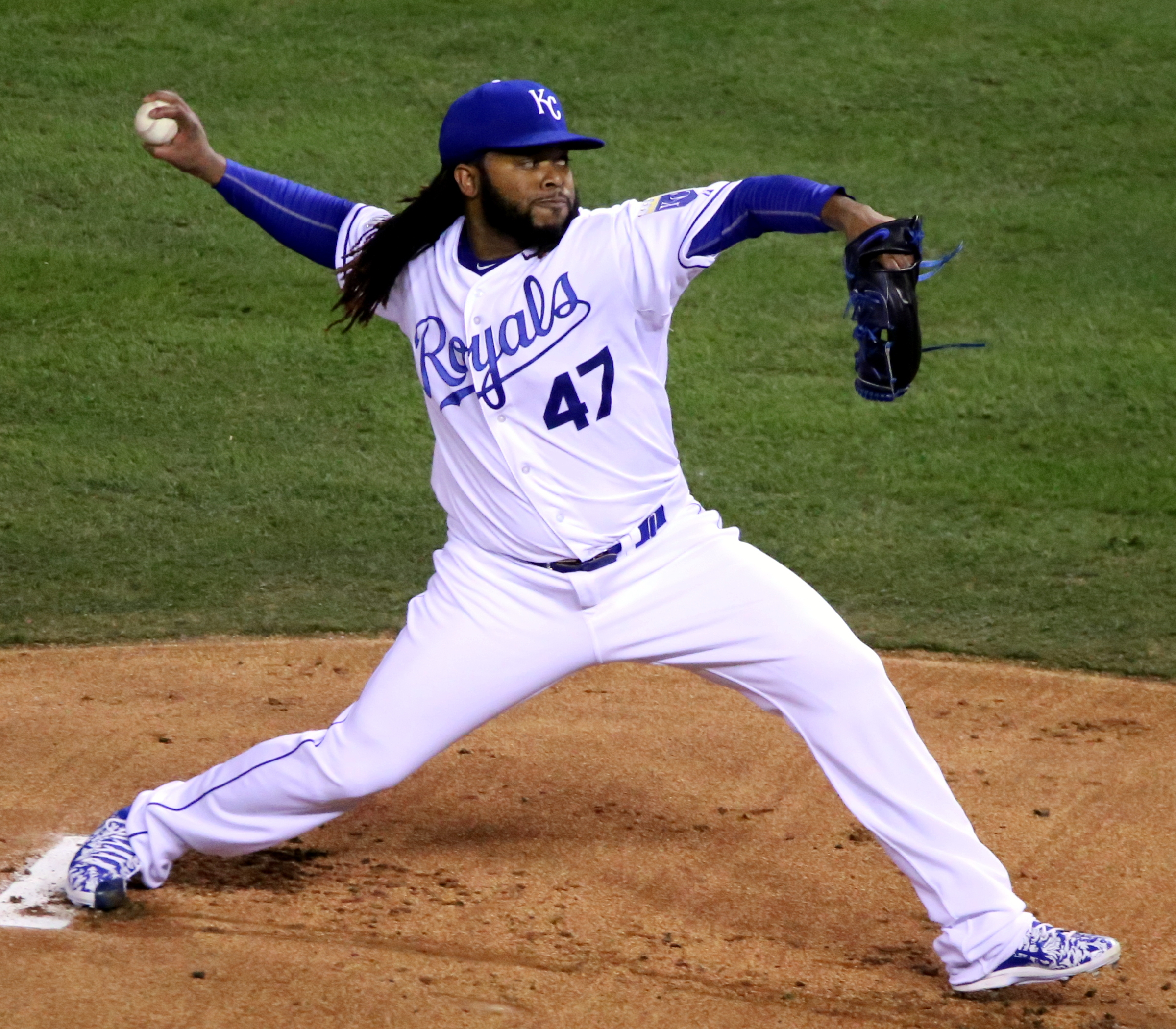
Cueto con i Royals durante le world series 2015

Debuttò nella MLB il 3 aprile 2008, al Great American Ball Park di Cincinnati contro gli Arizona Diamondbacks. Fu il primo giocatore dei Reds dal 1900 a effettuare 10 strikeouts al debutto in Major League, e il primo lanciatore in assoluto nella MLB a ottenere 10 strikeouts e 0 basi su ball al suo debutto.
Cueto soffrì di numerosi infortuni durante la stagione 2013, limitandolo a sole 11 partenze in tutta la stagione.
Nel 2014 fu convocato per la prima volta per l'All-Star Game, fu il leader della NL in strikeout, vinse il Defensive Player of the Year Award, inoltre arrivò secondo per il Cy Young Award, vinto poi da Clayton Kershaw.
Il 26 luglio 2015, i Reds scambiarono Cueto con i Kansas City Royals, in cambio di Brandon Finnegan e dei giocatori di minor league John Lamb e Cody Reed. Durante le World Series 2015 i Royals vinsero e Cueto divenne campione per la prima volta.
Il 16 dicembre 2015, Cueto firmò un contratto di sei anni del valore 130 milioni di dollari (21,7 milioni annui) con i San Francisco Giants, con un'opzione di club per la stagione 2022 del valore di 22 milioni, con un buyout di 5 milioni.
Nel 2016 fu convocato per la seconda volta per l'All-Star Game.

## Nazionale
Cueto partecipò con la nazionale dominicana al World Baseball Classic 2009 e 2017. Perse l'edizione 2013 a causa di un infortunio.

## Palmarès

### Club
- World Series: 1

Kansas City Royals: 2015

### Individuale
- MLB All-Star: 2

2014, 2016
- Leader della National League in strikeout: 1

2014